# 黃點肩蛙
黃點肩蛙（學名Hemisus guttatus）是一種肩蛙科青蛙。它們分佈在南非及斯威士蘭。它們棲息在乾旱及潮濕大草原、溫帶叢林、草原、河流、沼澤、淡水湖及運河，但因失去棲息地而受到威脅。